# Căpleni (gmina)
Căpleni – gmina w Rumunii, w okręgu Satu Mare. Obejmuje miejscowości tylko jedną  miejscowość Căpleni. W 2011 roku liczyła 3031 mieszkańców.